# Pathping
Pathping ist ein erweiterter Windows-Befehl (ab Windows 2000) zu Tracert und Ping. Im Gegensatz zu Tracert liefert Pathping detaillierte Informationen über die Weiterleitung der Pakete zu den einzelnen Rechnern. So kann zur Fehlerermittlung der spezifische Rechner bzw. Router eingekreist werden. Technisch gesehen werden innerhalb eines festgelegten Zeitabschnittes regelmäßig Ping-Signale an alle Zwischenstationen gesendet. Es werden maximal 30 Abschnitte angezeigt. Anhand der von jeder Zwischenstation zurückgesendeten Datenpakete wird am Ende eine Statistik ausgegeben. Das Erstellen dieser Statistik wird mit Hinweis auf die vermutliche Wartezeit bis zur Bildschirmausgabe angezeigt, die abhängig ist von der Anzahl der Hops bis zum Ziel (25 Sekunden pro Hop).

## Beispiel
```
C:\>pathping 8.8.8.8
```

```
Routenverfolgung zu "google-public-dns-a.google.com" [8.8.8.8]
über maximal 30 Hops:
  0  DESKTOP.fritz.box [192.168.178.25]
  1  fritz.box [192.168.178.1]
  2  komn105-ae-0-0.kommitt.de [185.29.216.65]
  3  komn101-xe-0-0-2.kommitt.de [185.29.216.58]
  4  de-cix.fra.google.com [80.81.193.108]
  5  108.170.252.1
  6  64.233.175.171
  7  google-public-dns-a.google.com [8.8.8.8]

Berechnung der Statistiken dauert ca. 175 Sekunden...
            Quelle zum Abs.  Knoten/Verbindung
Abs. Zeit   Verl./Ges.=   %  Verl./Ges.=   %  Adresse
  0                                           DESKTOP.fritz.box [192.168.178.25]
                                0/ 100 =  0%   |
  1    0ms     0/ 100 =  0%     0/ 100 =  0%  fritz.box [192.168.178.1]
                                0/ 100 =  0%   |
  2    1ms     0/ 100 =  0%     0/ 100 =  0%  komn105-ae-0-0.kommitt.de [185.29.216.65]
                                0/ 100 =  0%   |
  3    5ms     0/ 100 =  0%     0/ 100 =  0%  komn101-xe-0-0-2.kommitt.de [185.29.216.58]
                                0/ 100 =  0%   |
  4    5ms     0/ 100 =  0%     0/ 100 =  0%  de-cix.fra.google.com [80.81.193.108]
                                0/ 100 =  0%   |
  5    5ms     0/ 100 =  0%     0/ 100 =  0%  108.170.252.1
                                0/ 100 =  0%   |
  6  ---     100/ 100 =100%   100/ 100 =100%  64.233.175.171
                                0/ 100 =  0%   |
  7    4ms     0/ 100 =  0%     0/ 100 =  0%  google-public-dns-a.google.com [8.8.8.8]

Ablaufverfolgung beendet.

```